# 30414 Pistacchi
30414 Pistacchi è un asteroide della fascia principale. Scoperto nel 2000, presenta un'orbita caratterizzata da un semiasse maggiore pari a 2,5785509 UA e da un'eccentricità di 0,0571496, inclinata di 2,09896° rispetto all'eclittica.